# 蔵前国技館10,000人カーニバルVol.2 キャンディーズ・ライブ

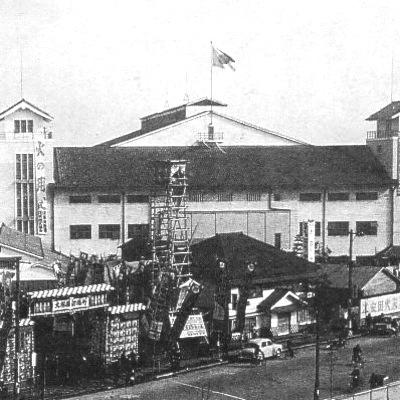
「第2回10,000人カーニバル」が開催された蔵前国技館（写真は1954年頃のもの）

『蔵前国技館10,000人カーニバルVol.2 キャンディーズ・ライブ』（くらまえこくぎかん いちまんにんカーニバル ボリューム・ツー キャンディーズ・ライブ）は、1976年12月5日にリリースされた、キャンディーズ2作目のライブ・アルバムである。

## 内容
- LP帯コピー：キャンディーズ旋風上陸!
- 1976年10月11日[1]に蔵前国技館で開催された「第2回10,000人カーニバル」の模様を収録。
- ステージでしか披露されなかった未スタジオ・レコーディング曲「ダンシィング・ジャンピング・ラブ」、「めざめ」、「さよならのないカーニバル」の3曲が収録された。このうち「めざめ」は翌年にボックス・セット『CANDIES 1676 DAYS〜キャンディーズ1676日〜』にてスタジオ・バージョンがレコーディングされた。
- 2008年9月3日にリリースされたCD-BOX『キャンディーズ・タイムカプセル』に収納された紙ジャケット盤には、1998年に初CD-DA化（CD選書）された際に新たに発見され、後にデビュー25周年・解散20周年記念のCD-BOX『CANDIES HISTORY 〜Best Selection Box 1973-1978〜』（1998.9.9）に収録された未発表の音源がボーナス・トラックとして収められた。詳しくは該当項目を参照。

## ライブ詳細
演奏を担当したメンバーは後にスペクトラムになった。

## 収録曲

### オリジナル盤
- 全編曲：MMP（ミュージック・メイツ・プレイヤーズ）

#### Side-A
1. プラウド・メアリー -PROUD MARY-
  - 作詞・作曲：John C. Fogerty、訳詞：森雪之丞
  - オリジナル歌唱：Creedence Clearwater Revival
2. あなたに夢中
  - 作詞：山上路夫、作曲：森田公一
3. DO YOU LOVE ME
  - 作詞・作曲：Berry Gordy, Jr.
  - オリジナル歌唱：The Contours
4. 危い土曜日
  - 作詞：安井かずみ、作曲：森田公一
5. 恋のあやつり人形
  - 作詞：竜真知子、作曲：馬飼野康二
6. THE HOUSE OF THE RISING SUN
  - American Traditional Folk Song
  - 主な歌唱：Bob Dylan、The Animals、etc.
7. NEVER MY LOVE
  - 作詞・作曲：Don Addrisi・Dick Addrisi
  - オリジナル歌唱：The Association
8. 夜空の星
  - 作詞：岩谷時子、作曲：弾厚作
  - オリジナル歌唱：加山雄三
9. 想い出の渚
  - 作詞：鳥塚繁樹、作曲：加瀬邦彦
  - オリジナル歌唱：ザ・ワイルドワンズ
10. (THEY LONG TO BE) CLOSE TO YOU
  - 作詞：Hal David、作曲：Burt Bacharach
  - 主な歌唱：Richard Chamberlain、Dionne Warwick、The Carpenters
11. SIR DUKE
  - 作詞・作曲・オリジナル歌唱：Stevie Wonder

#### Side-B
1. 春一番
  - 作詞・作曲：穂口雄右
2. 夏が来た!
  - 作詞・作曲：穂口雄右
3. ハート泥棒
  - 作詞：林春生、作曲：すぎやまこういち
4. その気にさせないで
  - 作詞：千家和也、作曲：穂口雄右
5. ダンシィング・ジャンピング・ラブ
  - 作詞：森雪之丞、作曲：西村コージ
6. めざめ
  - 作詞：森雪之丞、作曲：小六禮次郎
7. さよならのないカーニバル
  - 作詞：森雪之丞、作曲：渡辺直樹

### キャンディーズ・タイムカプセル盤
- 全編曲：MMP

1. プラウド・メアリー -PROUD MARY-
2. あなたに夢中
3. DO YOU LOVE ME
4. 危い土曜日
5. 恋のあやつり人形
6. THE HOUSE OF THE RISING SUN
7. NEVER MY LOVE
8. 夜空の星
9. 想い出の渚
10. (THEY LONG TO BE) CLOSE TO YOU
11. SIR DUKE
12. 春一番
13. 夏が来た!
14. ハート泥棒
15. その気にさせないで
16. ダンシィング・ジャンピング・ラブ
17. めざめ
18. さよならのないカーニバル
19. TVテーマ&CMメドレー（ボーナス・トラック）
20. 真冬の帰り道（ボーナス・トラック）
  - 作詞：水島哲、作曲：喜多嶋修
  - オリジナル歌唱：ザ・ランチャーズ
21. 旅人よ（ボーナス・トラック）
  - 作詞：岩谷時子、作曲：弾厚作
  - オリジナル歌唱：加山雄三
22. 悲しきためいき（ボーナス・トラック）
  - 作詞：山上路夫、作曲：宮川泰
23. 遊女の物語 -ランのポエム・ストーリー-（ボーナス・トラック）
24. ハートのエースが出てこない（ボーナス・トラック）
  - 作詞：竜真知子、作曲：森田公一
25. その気にさせないで（リミックス・ヴァージョン）（ボーナス・トラック）
  - 厳密に言えば、歌に入る前のMCと接続されている。
  - M-19から25はいずれも初収録作品は『CANDIES HISTORY 〜Best Selection Box 1973-1978〜』（1998.9.9）。